# Concert per a piano núm. 23 (Mozart)
El Concert per a piano núm. 23 en la major, K. 488, és una composició musical per a piano i orquestra escrita per Wolfgang Amadeus Mozart. Va ser acabat, segons el mateix catàleg temàtic que portava el mateix Mozart, el 2 de març de 1786, aproximadament en el moment de l'estrena de la seva òpera Les noces de Fígaro. Va ser un dels tres concerts per subscripció que va oferir aquella primavera i probablement va ser interpretat pel mateix Mozart en un d'ells.

## Estructura
El primer moviment és majoritàriament alegre i positiu, però amb els ocasionals tocs malenconiosos típics de les peces de Mozart en la major.
El segon moviment, en forma ternària, és apassionat i una mica operístic en el to. El piano comença només amb un tema caracteritzat per inusuals salts grans. Aquest és l'únic moviment de Mozart escrit en la tonalitat de fa sostingut menor. Les dinàmiques són suaus a la major part de la peça.
El tercer moviment és un rondó, enfosquit pels trasllats a altres tonalitats com en el moviment inicial (a do major des de mi menor i viceversa durant el tema secundari en aquest cas) i amb una secció central que comença amb un fa sostingut menor que es veu interromput per una melodia de clarinet en re major, una intrusió que ens recorda, com observa Girdlestone, que la música instrumental en aquell moment es va veure influïda per l'opera buffa i els seus sobtats canvis de punt de vista així com d'escena.